# Юридичний словник
Юридичний словник — словник, який служить джерелом інформації про терміни, словосполучення, ідіоми, поняття, які застосовуються в сфері юриспруденції.

Розрізняють словники енциклопедичні, галузеві (наприклад, словник цивільного права, словник фінансового і банківського права тощо), повні й короткі, тлумачні та ін.